# 95 км ж/д
95 км ж/д, 95 км, 95 километр — посёлок в Вельском районе Архангельской области России. Входит в состав муниципального образования «Усть-Вельское».

## География
Расположен на юге области и района, в лесной местности, в 14 км от города Вельска.
Климат
Находится на территории, приравненной к районам Крайнего Севера

## История
Населённый пункт возник у остановочного пункта 95 километр Северной железной дороги (код — 297633).

## Население
| 2002 | 2010 | 2012 | 2014 |
| ---- | ---- | ---- | ---- |
| 15   | ↘6   | ↘0   | ↗13  |

## Инфраструктура
Путевое хозяйство.
Есть централизованное электроснабжение.
Учреждений социальной сферы нет.

## Транспорт
Посёлок доступен автомобильным и железнодорожным транспортом.
Есть автодорожное сообщение с административным центром района.